# José Luis Bueno
José Luis Bueno est un boxeur mexicain né le 8 décembre 1969 à Nezahualcóyotl.

## Carrière
Passé professionnel en 1987, il devient champion du monde des poids super-mouches WBC le 13 novembre 1993 après sa victoire aux points contre le portoricain Moon Sung-kil. Bueno cède sa ceinture dès sa première défense le 4 mai 1994 aux dépens de Hiroshi Kawashima. Battu lors du combat revanche, il s'incline également face à Wayne McCullough au cours d'un championnat du monde WBC des poids coqs en 1996 et met un terme à sa carrière de boxeur en 1998 sur un bilan de 30 victoires, 9 défaites et 2 matchs nuls.